# Menschenwürde (Schweiz)
Die Menschenwürde ist in Art. 7 der Bundesverfassung der Schweizerischen Eidgenossenschaft normiert. Sie stellt sowohl ein einklagbares Grundrecht als auch einen Verfassungsgrundsatz dar, der die gesamte Rechtsordnung durchdringt und den alle Staatsgewalt verwirklichen muss.

## Philosophische Grundlagen
Die Idee einer Würde, die allen Menschen innewohnt, kann bis zu den antiken Stoikern zurückgeführt werden. Die Idee der Dignitas, der Eigenwert eines jeden Menschen, verbot für Cicero jedwede Form von Leibeigenschaft. Im mittelalterlichen Europa dominierten die christliche Lehren, die von den Vorstellung geleitet waren, dass der Mensch Gottes Ebenbild sei und einen besonderen Rang in dessen Schöpfung (Krone der Schöpfung) verdiene. Als in der Renaissance die Säkularisierung dieses Menschenbilds einsetzte, wurde die Würde des Menschen auch in seiner Fähigkeit gesehen, selbst als Schöpfer die Welt zu gestalten. Die Menschenwürde bildete denn auch das Zentrum des Naturrechts.
Das heutige Verständnis der Menschenwürde geht im Wesentlichen auf die Lehren Immanuel Kants zurück. Als Träger von Würde sei der Mensch Zweck an sich. Dieser absolute innere Wert des Subjekts verbiete jedwede Instrumentalisierung.

„Nun sage ich: der Mensch, und überhaupt jedes vernünftige Wesen, existiert als Zweck an sich selbst, nicht bloss als Mittel zum beliebigen Gebrauche für diesen oder jenen Willen, sondern muss in allen seinen sowohl auf sich selbst, als auch auf andere vernünftige Wesen gerichteten Handlungen jederzeit zugleich als Zweck betrachtet werden.“

Dieses Instrumentalisierungsverbot fand in der Dürigschen Objektformel Eingang in das deutsche und schweizerische Verfassungsrecht. Nach dieser ist die Menschenwürde verletzt, wenn der Mensch zum Objekt, zu einem blossen Mittel zum Zweck herabgewürdigt wird.

## Rechtsquellen
Art. 7 der Bundesverfassung (BV) verankert die Menschenwürde. Erst in der Verfassung von 1999 wird die Menschenwürde ausdrücklich als Grundrecht anerkannt; das Bundesgericht schuf die Garantie der Menschenwürde im 20. Jahrhundert als ungeschriebenes verfassungsmässiges Recht. Auch verschiedene Kantonsverfassungen (beispielsweise Art. 9 Berner Kantonsverfassung) garantieren die Menschenwürde als eigenständiges Recht.
Die Menschenwürde ist in verschiedenen völkerrechtlichen Verträgen enthalten, wird aber darüber hinaus als Völkergewohnheitsrecht anerkannt und gilt als zwingendes Völkerrecht. Wegweisend für die Entwicklung der Menschenwürde im völkerrechtlichen Kontext waren die UN-Charta und die Allgemeine Erklärung der Menschenrechte (AEMR). Die UNO-Pakte I und II wiederholen in ihren Präambeln die Formulierung der AEMR, wonach die Würde des Menschen angeboren sei und allen Menschen gleichermassen zukomme. In rechtlich verbindlicher Form findet sich die Menschenwürde in Art. 3 Abs. 1 Bst. b, der allen vier Genfer Konventionen gleich ist. Auch das Römische Statut des Internationalen Strafgerichtshof anerkennt die Verletzung der Menschenwürde von Zivilpersonen als eigenständiges Kriegsverbrechen an.

## Funktion
Mit der Garantie der Menschenwürde wird das Individuum als Subjekt anerkannt, dem schon alleine wegen seines Menschseins eine gewisse Würde zusteht. Diese Idee ist fundamental für jeden Rechtsstaat. Daher führte das Bundesgericht aus.

„Die Bestimmung [Art. 7 BV] hat allgemein die Bedeutung eines Leitgrundsatzes für jegliche Staatstätigkeit, bildet als innerster Kern zugleich die Grundlage der Freiheitsrechte, dient deren Auslegung und Konkretisierung und ist Auffanggrundrecht. Für besonders gelagerte Konstellationen kann der Menschenwürde ein eigenständiger Gehalt zukommen. […] Der offene Normgehalt kann nicht abschliessend positiv festgelegt werden. Er betrifft das letztlich nicht fassbare Eigentliche des Menschen und der Menschen und ist unter Mitbeachtung kollektiver Anschauungen ausgerichtet auf Anerkennung des Einzelnen in seiner eigenen Werthaftigkeit und individuellen Einzig- und allfälligen Andersartigkeit.“

Aus objektiv-rechtlicher Sicht bildet die Menschenwürde damit das oberste Konstitutionsprinzip des Staates. Sie ist ein Zielwert, an dem sich die gesamte Rechtsordnung auszurichten hat und dessen Erreichung das Ziel aller staatlichen Gewalt sein muss. Die Menschenwürde bildet daher den Ausgangspunkt für die Konkretisierung der übrigen Grundrechte, insbesondere deren Kerngehalte. Auf subjektiv-rechtlicher Ebene stellt sie ein selbstständiges Grundrecht dar, dessen Verletzung in seltenen Fällen geltend gemacht werden kann.

## Schutzbereich

### Schutzobjekt
Die Menschenwürde schützt die Subjektqualität des Menschen. Sie schützt die Gleichwertigkeit aller Menschen, ungeachtet der individuellen Unterschiede. Gleichzeitig schützt sie die menschliche Individualität, indem der Einzelne vor Massnahmen bewahrt werden muss, die seine menschliche Identität zerstören und seiner körperlichen und geistigen Integrität schaden wollen, wie das bei Folter oder Gehirnwäsche der Fall ist. Das Bundesgericht hielt jedoch fest, dass eine abschliessende Eingrenzung der Menschenwürde nicht möglich sei und sie sich einer Definition entziehe.

„Der Verfassungsgeber […] hat vielmehr auch deshalb auf eine Definition der Menschenwürde verzichtet, weil eine verfassungsrechtliche Bestimmung dessen, was die Würde und den Wert eines Menschen ausmacht, grundsätzlich problematisch wäre. Wird mit einer Festlegung der Menschenwürde ein bestimmtes Menschenbild für achtens- und schützenswert erklärt, so besteht die Gefahr, dass dadurch Menschen in ihrer Würde beeinträchtigt werden, die den Wert des Menschseins anders verstehen. Man kann dies als Paradox der Menschenwürdegarantie bezeichnen. Je klarer ihre Konturen sind und je besser demnach Achtung und Schutz gelingen, desto grösser ist das Risiko der Ein- und Ausgrenzung von Menschen. Die Gefahr, dass ein rechtlich definiertes Menschenbild einengend oder ausschliessend wirkt, ist einer der Gründe dafür, dass ein Teil der (vorwiegend angelsächsischen) Lehre die Menschenwürde als eigenständiges Grundrecht ablehnt […]. Was den Inhalt der Menschenwürde ausmacht, muss in einer liberalen Gesellschaft letztlich offenbleiben.“

Diese Auffassung wird von der Staatsrechtslehre überwiegend geteilt. Zur Würde des Menschen gehöre es auch, selbst über die Ausgestaltung der eigenen Würde entscheiden zu können.

### Geschützte Ansprüche
Artikel 7 BV vermittelt dem Einzelnen einen justiziablen Anspruch, dass seine Würde geachtet und geschützt wird. Da, wie oben ausgeführt, die Menschenwürdegarantie sehr offen ist und auch sein muss, sind die einzelnen Ansprüche aus Art. 7 noch kaum konkretisiert.
In der Regel zeigt sich der Gehalt der Menschenwürde über die spezielleren, d. h. konkreteren, Grundrechte, insbesondere deren Kerngehalte. Im Vordergrund stehen das Verbot grausamer und unmenschlicher Behandlung und Bestrafung (Art. 10 Abs. 3 BV), das Diskriminierungsverbot (Art. 8 Abs. 2 und 3 BV), das Willkürverbot (Art. 9 BV) sowie das Recht auf Hilfe in Notlagen (Art. 12 BV). Ausserdem spielt die Menschenwürde eine wichtige Rolle bei der Konkretisierung anderer grundrechtlicher Schutzbereiche. Sie wird immer wieder herbeigezogen bei der Ermittlung des Schutzbereichs, der Bestimmung von Kerngehalten, der Schwere eines Grundrechtseingriffs und bei der Prüfung der Verhältnismässigkeit.
Darüber hinaus dient sie als Auffanggrundrecht. Sie hat in gewissen Konstellationen subjektiv-rechtliche Gehalte, begründet also ein eigenständig einklagbares Grundrecht.

## Einschränkung
Die Menschenwürde kann nicht eingeschränkt werden. Ihr subjektiv-rechtlicher Gehalt stellt in sich einen Kerngehalt dar, die nach Art. 36 BV nicht angetastet werden dürfen; jede Einschränkung stellt eine Verletzung von Art. 7 BV dar.